# Морська піхота Індонезії
Корпус морської піхоти (індонез. Korps Marinir, раніше — Korps Komando Operasi) — є складовою частиною військово-морських сил (TNI-AL), за чисельністю відповідає військовому корпусу, як морська піхота та основний амфібійний компонент збройних сил Індонезії. Корпусом морської піхоти командує двозірковий генерал морської піхоти. Станом на серпень 2018 має в своєму складі три дивізії, якими командують однозіркові генерали морської піхоти:
- Pasukan Marinir I / PASMAR I (Сили МП I) базується в Сідоарджо[en].
- Pasukan Marinir II / PASMAR II (Сили МП II) базується в Джакарта.
- Pasukan Marinir III / PASMAR III (Сили МП III) базується в Соронзі.

Початково корпус морської піхоти формувався, як сили спеціальних операцій ВМС Індонезії (TNI-AL), тоді носив назву Korps Komando Operasi (KKO, досл. «Корпус спеціальних операцій»). Корпус морської піхоти активно залучався до різних конфронтацій і конфліктів в Індонезії.
В складі корпусу морської піхоти також є підрозділ морських спеціальних операцій, відомий як Detasemen Jala Mangkara або DENJAKA (Jala Mangkara Detachment), створений 1 грудня 1984 на основі особового складу підрозділу KOPASKA (бойових плавців спеціальних сил флоту) та підрозділу Тайфіб (амфібійного розвідувального батальйону морської піхоти).

## Оснащення

### Танки
| Модель | Зображення | Походження | Тип                  | Модифікація | Кількість | Зауваження |
| ------ | ---------- | ---------- | -------------------- | ----------- | --------- | ---------- |
| ПТ-76  |            | СРСР       | легкий плавучий танк |             | 55        |            |

### Бронетранспортери
| Модель | Зображення | Походження | Тип              | Модифікація | Кількість | Зауваження |
| ------ | ---------- | ---------- | ---------------- | ----------- | --------- | ---------- |
| БТР-4  |            | Україна    | Бронетранспортер | БТР-4М      | 5         |            |

### БМП
| Модель | Зображення | Походження | Тип | Модифікація | Кількість | Зауваження |
| ------ | ---------- | ---------- | --- | ----------- | --------- | ---------- |
| БМП-3  |            | СРСР       | БМП |             | 54        |            |